# Mas d'en Comte
Mas d'en Comte és una antiga masia del municipi de les Borges del Camp (Baix Camp), reformada el 1921 com a xalet d'estil eclèctic entre modernista i noucentista. També és conegut com a Mas de Terrats, Mas Blau o Mas de Potau. Està protegit com a bé cultural d'interès local.

## Descripció
És un xalet de dues plantes i dues naus. L'escala està situada a l'angle sud-est al cantó i arriba un pis més alt. Són de destacar els elements d'ornamentació de ceràmica vidriada blava, que coronen els pinacles del reixat, i també el mateix jardí.
A la part de l'escala, a l'angle sud-est, hi ha un rellotge de sol rectangular pintat de blauet amb la data 1921 a la part superior.

## Història
Està situat a la partida de la Mata de l'Estret, documentada ja el 1532, o a l'Estret, esmentat amb aquest nom el 1495, a uns dos quilòmetres de la vila i a 278 metres d'altitud. La partió dels termes d'Alforja i de les Borges passa tocant les seves parets.
Comte és el llinatge de l'època moderna amb el qual es troba documentat el mas i les seves propietats des del segle xvi. Al segle xviii es construïren a la zona diversos molins que es proveïen de l'aigua de la Mina del Mas d'en Comte o Mina del Mestral; les restes d'un d'ells poden veure's encara en un magatzem situat a la part baixa de la casa actual.
L'enriquiment dels industrials reusencs durant la Primera Guerra Mundial va fer que passés a la família Terrats, que el reformà exteriorment i interiorment amb un cert regust entre modernista i noucentista, donant-li l'aspecte actual amb remats de rajola o pintura de color blau. L'actual edifici fou construït entre els anys 1919 i 1921.